# Franz Katz (Maler)
Franz Michael Katz (* 21. Juli 1781 in Antwerpen, Österreichische Niederlande; † 28. Mai 1851 in Köln) war ein deutscher Porträt- und Miniaturmaler, Zeichner, Kunstlehrer, Kunsthändler und Kunstsammler.

## Leben
Katz besuchte unter Johann Peter Langer fünf Jahre die Kunstakademie Düsseldorf. 1805 ließ er sich in Köln als Porträt- und Miniaturmaler nieder. Dort gründete er 1812 außerdem eine „Höhere Zeichen-Schule und Maler-Anstalt“, die junge Künstler beiderlei Geschlechts ausbildete und sich als private Bildungseinrichtung in den vermögenden Bevölkerungsschichten Kölns bald einen guten Ruf erwarb. Zu den Schülern zählten Carl Joseph Begas, Otto Grashof und Franz Ittenbach.
Katz war Mitglied der 1809 von Ferdinand Franz Wallraf und Johann Caspar Schug (1766–1818) in Köln gegründeten „Olympischen Gesellschaft“, die sich insbesondere der Kunst und Literatur widmete. Als Privatsammler brachte er es zu einer bedeutenden Kollektion von Gemälden, Kupferstichen und Gipsabdrücken nach antiken Statuen. 1847 war Katz jedoch gezwungen, die Sammlung durch Versteigerung bzw. Verkauf aufzulösen, damit Forderungen seiner Gläubiger bedient werden konnten.
Katz’ Ehefrau Karolina (Carolina) von Uphoff war ebenfalls eine Miniaturmalerin und Zeichnerin. Das Ehepaar wohnte in der Hohe Straße 132.